# Хорштедт (Северная Фризия)
Хорштедт (нем. Horstedt) — община в Германии, в земле Шлезвиг-Гольштейн.
Входит в состав района Северная Фризия. Подчиняется управлению Нордзе-Трене. Население составляет 753 человека (на 31 декабря 2010 года). Занимает площадь 11,7 км².
Официальным языком в населённом пункте, помимо немецкого, является севернофризский.